# Cyanocorax caeruleus
Cyanocorax caeruleus là một loài chim trong họ Corvidae.

## Hình ảnh

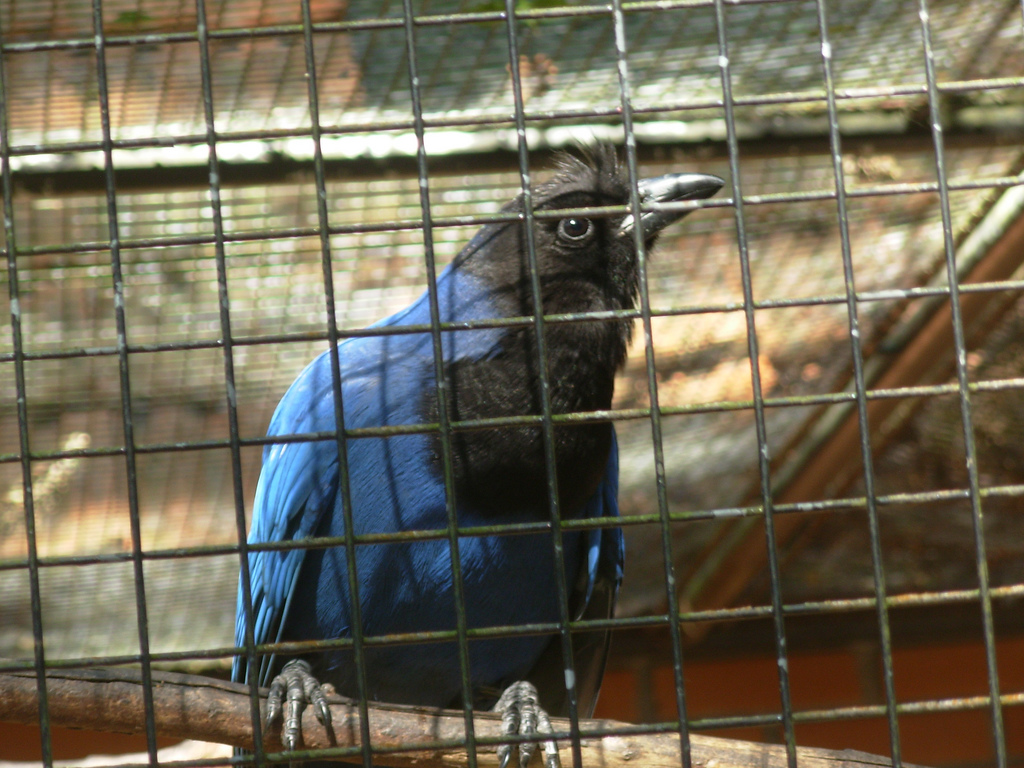
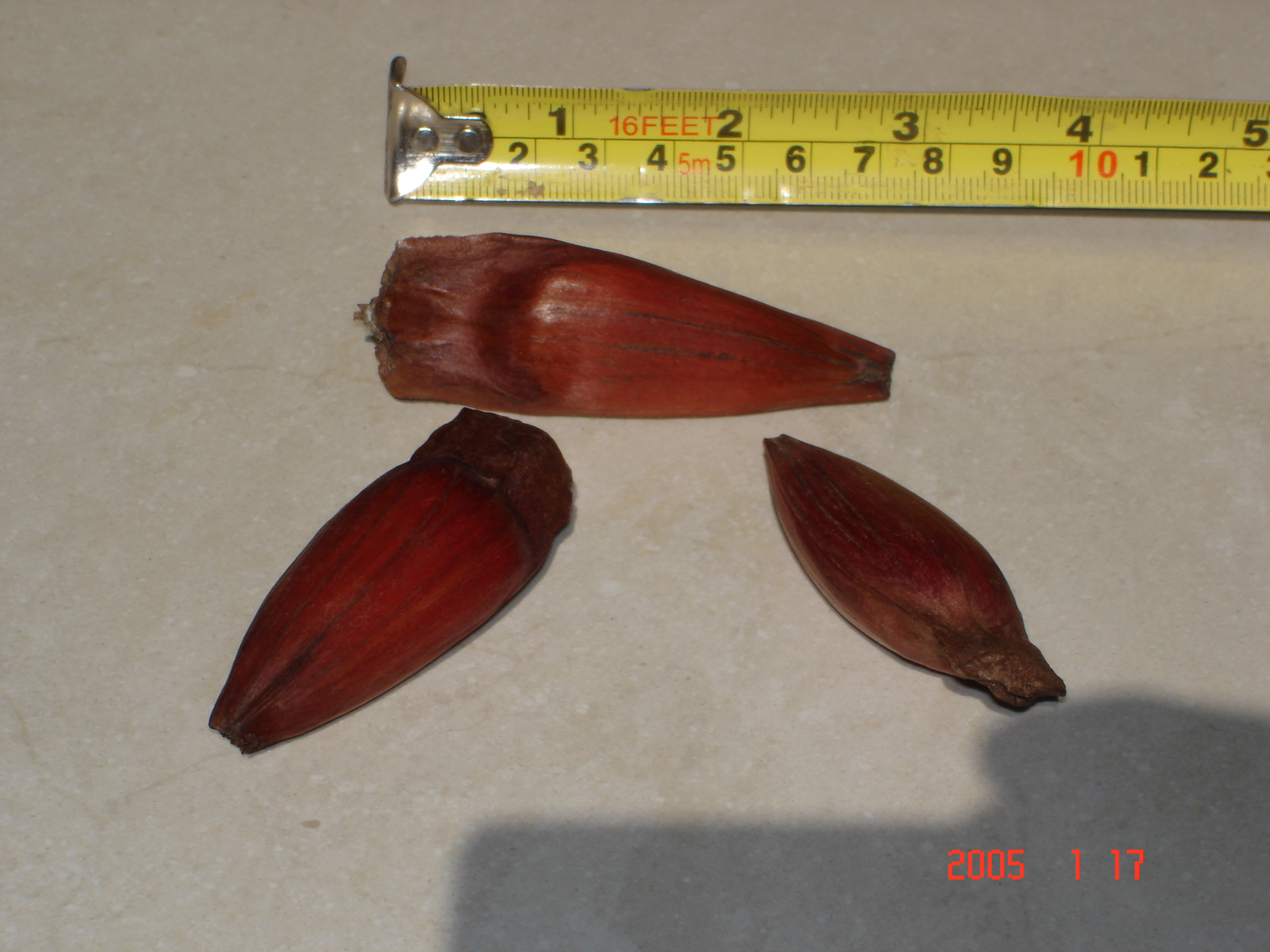